# 茨城県道293号日立停車場線

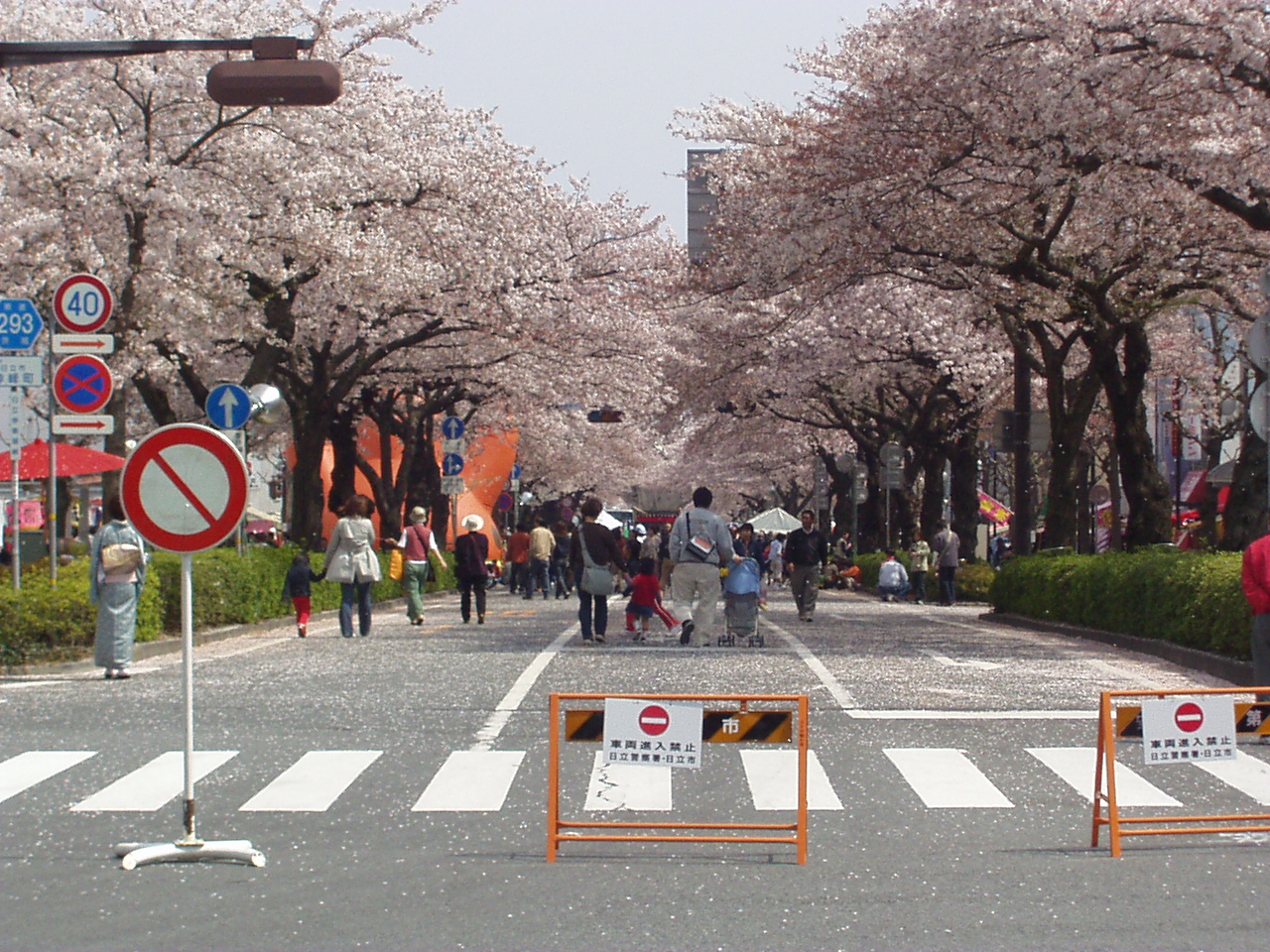
平和通り

茨城県道293号日立停車場線（いばらきけんどう293ごう ひたちていしゃじょうせん）は、茨城県日立市の日立停車場から国道6号交点に至る一般県道である。

## 概要
1951年（昭和26年）の日立市戦災復興事業の一環として開通した路線。
全線において2車線の車道の両端に100本以上の桜が植えられており、並木の外側に一部駐車可能な緩行車道が通っている。
開花期には満開の桜のトンネルの下を通る名所として日本さくら名所100選に選ばれている。
毎年4月の第2土曜日と日曜日に開催される「日立さくらまつり」期間中、車両の通行は規制される。
開通当初は途中交差する市道「けやき通り」との交差点にロータリーがあり、そこまでの区間はアオギリが植えられていたが、1971年（昭和46年）にロータリーを撤去、1977年（昭和52年）に地元住民からの要望により桜に植え替えられた。

### 路線データ
- 起点 : 茨城県日立市幸町1丁目（日立駅前）[1]
- 終点 : 茨城県日立市鹿島町2丁目（国道6号交点、日立駅入口交差点）[1]
- 総延長：1.014 km[2]
- 重用延長：なし[2]
- 未供用延長：なし[2]
- 実延長：1.014 km[2]
- 自動車交通不能区間延長[注釈 1]：なし[2]

### 道路の通称名
- 平和通り（日立市）

## 歴史
1959年（昭和34年）10月14日、新たな県道として日立市助川町の日立停車場を起点とし、一級国道六号線（国道6号）交点を終点とする区間を本路線とする県道日立停車場線として茨城県が県道路線認定した。
1995年（平成7年）に整理番号293となり現在に至る。

### 年表
- 1959年（昭和34年）10月14日：現在の路線が路線認定される（図面対象番号267）[3]。道路の区域は、日立市助川町の日立停車場から日立市助川町の一級国道六号線交点までと決定された[1]。
- 1995年（平成7年）3月30日：整理番号が整理番号323から現在の番号（整理番号293）に変更される[4]。

## 地理

### 通過する自治体
- 茨城県日立市

### 沿線
- 日立シビックセンター